# 산북중학교
산북중학교(山北中學校)는 대한민국 경상북도 문경시 산북면 대상리에 있는 공립 중학교이다.

## 학교 연혁
- 1954년 5월 17일 : 산북중학교 설립 인가 (6학급)
- 1976년 12월 28일 : 산북고등학교 설립 인가 (6학급)
- 1979년 2월 26일 : 중학교 학직변경(15학급)
- 2000년 3월 1일 : 교명 변경 (산북중·정보고등학교)
- 2005년 3월 1일 : 산북정보고등학교 폐교
- 2018년 3월 2일 : 학생건강체력평가 연구학교
- 2024년 2월 7일 : 제70회 졸업식(6명, 총 졸업생 5,914명)
- 2024년 3월 1일 : 제32대 배호직 교장 취임
- 2024년 3월 4일 : 신입생 입학식(입학생 8명)

## 참고 자료
- 산북중학교 - 한국교육학술정보원 학교알리미